# Emilio Dantas
Emílio Dantas da Silveira Netto (Rio de Janeiro, 29 de novembro de 1982) é um ator, cantor e compositor brasileiro.

## Carreira

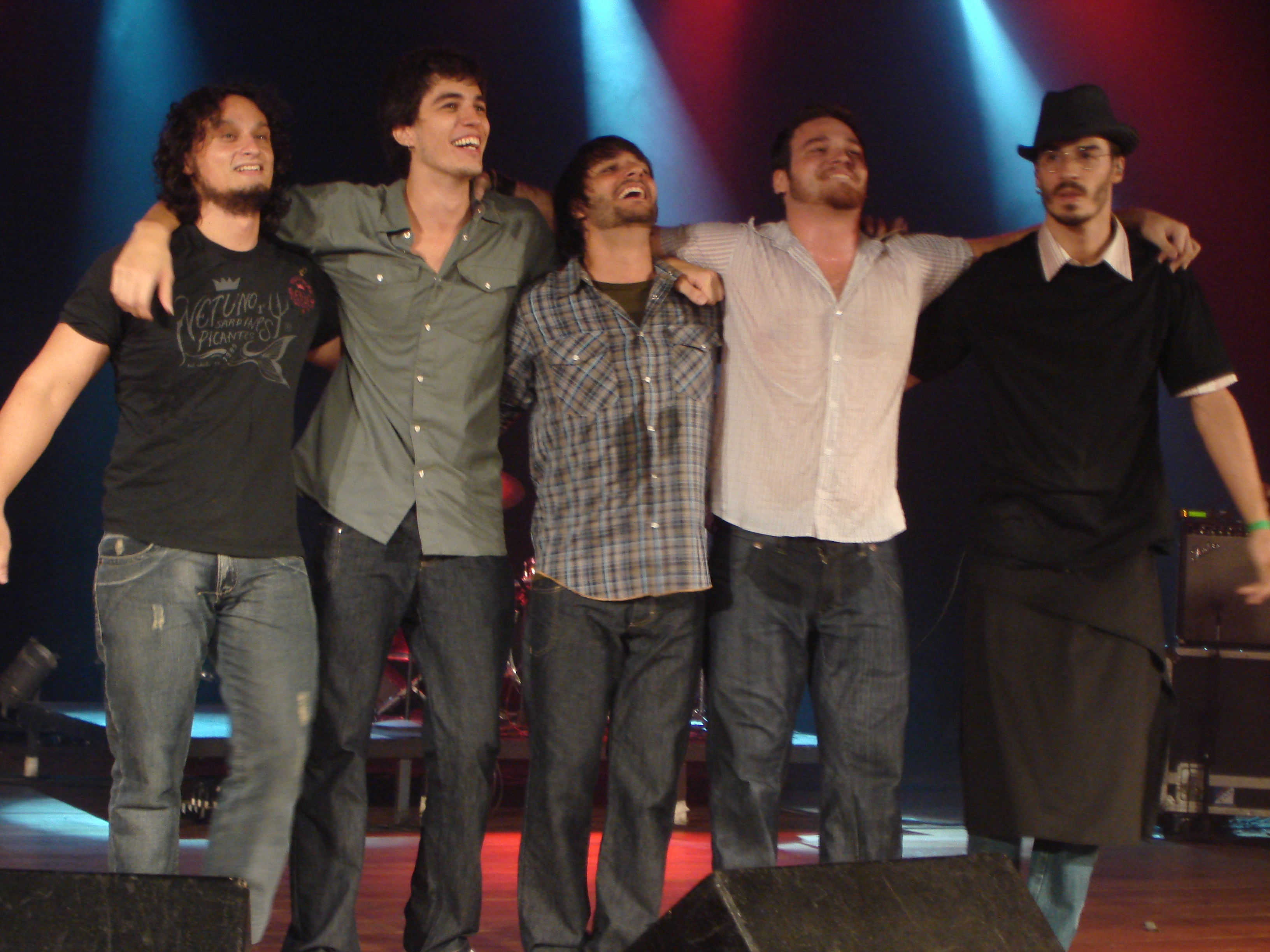
Emílio (de camisa branca) como vocalista do Som da Rua, 2007.

Emilio começou a carreira como cantor em 1997 como vocalista e compositor da banda de rock Mulher do Padre, que alterou o nome para Patuvê, em 1999, permanecendo na mesma até 2005. 
Em março de 2006, aos 23 anos, foi convidado para se tornar vocalista da banda Som da Rua após a morte do cantor original, Liô Mariz, porém um ano depois a banda anunciou o encerramento das atividades pelos membros ainda estarem fragilizados pelo falecimento do companheiro.
Na mesma época, paralelamente, Emílio fez teste para o musical Filhos do Brasil, de autoria de  Oswaldo Montenegro, e acabou sendo aprovado, iniciando sua carreira como ator. Fez teatro durante 4 anos onde atuou na peça Aldeia dos Ventos e em Eu Não Moro, Comemoro. 
Posteriormente atuou em dois filmes: Teus Olhos Meus e Léo e Bia, filme que estreou no CINEPE em Recife e obteve dois prêmios: melhor ator e melhor trilha sonora, que consta a música Normal, uma das faixas do extended play de Emilio.
Em 2010, gravou o seu primeiro extended play solo, intitulado Aqui, Onde Não Estou.
Em 2010, Emílio conseguiu um contrato na RecordTV graças ao ator Roberto Bomtempo, que o conheceu durante as gravações de Léo e Bia, e o incentivou a enviar o seu material para a emissora de televisão.
Na RecordTV, conseguiu o seu primeiro papel na televisão como Aron, na minissérie Sansão e Dalila, que era um soldado do exército agressivo no trabalho, mas conquistador na vida pessoal, mantendo um triângulo amoroso com a chefe das cortesãs e uma cortesã valendo-se do artifício de usar a ordem inversa do seu nome para enganá-las assim então, assumindo a identidade de Norá.
Em 2012, ganha destaque em um dos papeis principais de Máscaras, interpretando o cantor Gino, que se envolve com uma misteriosa mulher bem mais velha, interpretada por Bete Coelho.
Em 2013, co-protagonizou Dona Xepa como Benito, um motoboy humilde e sem estudos apaixonado pela antagonista Rosália (interpretada por Thaís Fersoza), que o desprezava por pobre, mas acaba tendo um filho dele, o qual mente que é de um rapaz rico.
Em 2015, pelo destaque na trama é contratado pela Rede Globo para integrar a nova novela das seis intitulada de Além do Tempo, onde atua ao lado da antagonista feminina Paolla Oliveira e o casal de protagonistas Alinne Moraes e Rafael Cardoso. Paralelamente protagoniza a peça teatral Cazuza - Pro Dia Nascer Feliz, o Musical, sobre a trajetória do cantor brasileiro Cazuza, ganhando o Prêmio Bibi Ferreira.
Em 2017, viveu o traficante Rubinho de A Força do Querer, da Rede Globo, onde é par romântico com Juliana Paes e depois com Carla Diaz. Apesar de Rubinho ser um criminoso, adúltero e sem caráter, é considerado o personagem de maior sucesso da carreira de ator de Dantas.
O êxito do personagem acarretou em sua escalação para o papel do cantor Beto Falcão em Segundo Sol, novela das nove prevista para estrear em meados de 2018, sendo este seu primeiro protagonista.
Em 2020, interpretou o seu segundo protagonista consecutivo na série do serviço de streaming Globoplay, intitulada deTodas as Mulheres do Mundo, criada por Jorge Furtado, onde viveu Paulo.
Em 2023, após uma participação na quinta temporada de Sob Pressão, integrou o elenco da novela das 19h Vai Na Fé, interpretando Theo, empresário de índole duvidosa e grande vilão da trama. A novela colocou Dantas no hall de grandes atores da televisão brasileira com sua atuação impecável.

## Vida pessoal
Em 2012, começou a namorar a atriz mexicana-brasileira Giselle Itié, com quem trabalhava na telenovela brasileira Máscaras da RecordTV, casando-se com ela em 01 de fevereiro de 2014. O casamento, no entanto, terminou em divórcio em meados de julho de 2015.
Também em 2015, começou a namorar a também atriz brasileira Fabiula Nascimento. Em janeiro de 2022, nasceram Roque e Raul, filhos gêmeos do casal.

## Filmografia

### Televisão
| Ano  | Título                                   | Personagem                                   | Notas                                                      |
| ---- | ---------------------------------------- | -------------------------------------------- | ---------------------------------------------------------- |
| 2010 | Balada, Baladão                          | Enfermeiro                                   | Especial de fim de ano                                     |
| 2011 | Sansão e Dalila                          | Aron                                         |                                                            |
| 2012 | Máscaras                                 | Gino Mendonça Rodrigues                      |                                                            |
| 2013 | Dona Xepa                                | Benito di Souza                              |                                                            |
| 2014 | Lilyhammer                               | Tom                                          | Episódios: "The Mind Is Like a Monkey" e "Foreign Affairs" |
| 2015 | Além do Tempo                            | Pedro de Lucca Pedro Ribeiro                 |                                                            |
| 2017 | Questão de Família                       | Vinícius                                     | Episódio: "Proteção"                                       |
| 2017 | A Força do Querer                        | Rubens Feitosa (Rubinho) / Naldo             |                                                            |
| 2018 | Segundo Sol                              | Roberto Falcão (Beto Falcão) / Miguel Falcão |                                                            |
| 2019 | Verão 90                                 | Roberto Falcão (Beto Falcão) / Miguel Falcão | Episódios: "12–14 de junho"                                |
| 2020 | Todas as Mulheres do Mundo               | Paulo                                        |                                                            |
| 2020 | Amor e Sorte                             | Francisco (Chico)                            | Episódios: "Linha de Raciocínio" e "Territórios"           |
| 2022 | Sob Pressão                              | Dr. Daniel Sampaio                           | Temporada 5                                                |
| 2023 | Vai na Fé                                | Theo Camargo Bastos                          |                                                            |
| 2023 | Fim                                      | Ribeiro                                      |                                                            |
| 2024 | The Masked Singer Brasil                 | Pé de Alface (7⁰ lugar)                      | Temporada 4                                                |
| 2025 | Ângela Diniz: O Crime da Praia dos Ossos | Doca Street                                  |                                                            |

### Cinema
| Ano  | Filme                                        | Personagem     |
| ---- | -------------------------------------------- | -------------- |
| 2010 | Léo e Bia                                    | Léo            |
| 2011 | Teus Olhos Meus                              | Gil            |
| 2014 | Anhangá, Espírito da Amazônia                | Andre          |
| 2015 | Linda de Morrer                              | Dr. Daniel     |
| 2016 | Em Nome da Lei                               | Hermano        |
| 2017 | Os Saltimbancos Trapalhões: Rumo a Hollywood | Frank          |
| 2017 | Berenice Procura                             | Russo          |
| 2018 | Motorrad                                     | Rodrigo        |
| 2019 | O Paciente - O Caso Tancredo Neves           | Antônio Britto |
| 2025 | Uma Mulher sem Filtro                        | [ 36 ]         |

### Internet
| Ano  | Podcast  | Personagem | Notas                            |
| ---- | -------- | ---------- | -------------------------------- |
| 2018 | NerdCast | Ele mesmo  | Ep. 636 - Viajar é se f*der 2    |
| 2021 | NerdCast | Ele mesmo  | Ep. 765 - Não Vale Usar Google 3 |

### Clipes musicais
| Ano  | Clipe     | Artista | Notas       |
| ---- | --------- | ------- | ----------- |
| 2015 | Exagerado | Cazuza  | Versão Vivo |

## Teatro
| Ano       | Título                                   | Personagem |
| --------- | ---------------------------------------- | ---------- |
| 2006      | Aldeia dos Ventos                        |            |
| 2008      | Eu Não Moro, Comemoro                    |            |
| 2013      | Rock in Rio, o Musical                   | Roger      |
| 2013-2015 | Cazuza - Pro Dia Nascer Feliz, o Musical | Cazuza     |
| 2019      | Ele Ainda Está Aqui                      | [ 39 ]     |

## Discografia

### Extended plays(EPs)
| Álbum                | Detalhes                                                                                     |
| -------------------- | -------------------------------------------------------------------------------------------- |
| Aqui, Onde não Estou | - Lançamento: 14 de abril de 2010 - Formatos: EP, download digital - Gravadora: Independente |

### Singles
| Título                     | Ano  | Álbum                |
| -------------------------- | ---- | -------------------- |
| "Quem Pode Dizer que Não?" | 2010 | Aqui, Onde não Estou |

### Outras aparições
| Título             | Ano  | Outros artistas | Álbum       |
| ------------------ | ---- | --- | ----------- |
| "De Toda Cor"      | 2017 | Renato Luciano, Ney Matogrosso, Pedro Luís, Oswaldo Montenegro, Paulinho Moska, Elisa Lucinda, Laila Garin e Léo Pinheiro | De Toda Cor |
| "Maldade"          | 2018 | Cibelle Hespanhol | Ainda É     |
| "Axé Pelô"         | 2018 | — | Segundo Sol |
| "Porto de Abraçar" | 2018 | — | Segundo Sol |

## Prêmios e indicações
| Ano  | Prêmio                              | Categoria                               | Nomeações                                | Resultado |
| ---- | ----------------------------------- | --------------------------------------- | ---------------------------------------- | --------- |
| 2011 | Los Angeles Brazilian Film Festival | Melhor Ator                             | Teus Olhos Meus                          | Venceu    |
| 2011 | Festival de Cinema Maracanau        | Melhor Ator                             | Teus Olhos Meus                          | Venceu    |
| 2014 | Prêmio Arte Qualidade Brasil        | Melhor Ator em Musical                  | Cazuza - Pro Dia Nascer Feliz, o Musical | Venceu    |
| 2014 | Prêmio Cesgranrio de Teatro         | Melhor Ator em Musical                  | Cazuza - Pro Dia Nascer Feliz, o Musical | Venceu    |
| 2014 | Prêmio APTR de Teatro               | Melhor Ator                             | Cazuza - Pro Dia Nascer Feliz, o Musical | Indicado  |
| 2014 | Prêmio Reverência de Teatro         | Melhor Ator                             | Cazuza - Pro Dia Nascer Feliz, o Musical | Indicado  |
| 2014 | Prêmio Cenym de Teatro              | Melhor Ator                             | Cazuza - Pro Dia Nascer Feliz, o Musical | Indicado  |
| 2015 | Prêmio Bibi Ferreira                | Melhor Ator                             | Cazuza - Pro Dia Nascer Feliz, o Musical | Venceu    |
| 2015 | Prêmio Quem de Televisão            | Melhor Ator Revelação                   | Além do Tempo                            | Indicado  |
| 2017 | Melhores do Ano                     | Melhor Ator Coadjuvante                 | A Força do Querer                        | Venceu    |
| 2017 | Prêmio Contigo                      | Melhor Ator de Novela                   | A Força do Querer                        | Indicado  |
| 2017 | Prêmio Extra de Televisão           | Melhor Ator                             | A Força do Querer                        | Venceu    |
| 2017 | Melhores do Ano Minha Novela        | Melhor Ator Coadjuvante (júri)          | A Força do Querer                        | Venceu    |
| 2017 | Melhores do Ano NaTelinha           | Melhor Ator                             | A Força do Querer                        | Venceu    |
| 2017 | Prêmio F5                           | Melhor Ator                             | A Força do Querer                        | Indicado  |
| 2018 | Troféu Internet                     | Melhor Ator                             | A Força do Querer                        | Indicado  |
| 2018 | Melhores do Ano                     | Melhor Ator                             | Segundo Sol                              | Indicado  |
| 2018 | Troféu AIB de Imprensa              | Melhor Ator                             | Segundo Sol                              | Indicado  |
| 2018 | Prêmio Contigo!                     | Melhor Ator                             | Segundo Sol                              | Indicado  |
| 2018 | Prêmio Área VIP                     | Melhor Ator de Novela                   | Segundo Sol                              | Indicado  |
| 2018 | Prêmio The Brazilian Critic         | Melhor Ator em Telenovela               | Segundo Sol                              | Indicado  |
| 2019 | Troféu Internet                     | Melhor Ator                             | Segundo Sol                              | Indicado  |
| 2020 | Séries em Cena Awards               | Melhor Ator Nacional                    | Todas as Mulheres do Mundo               | Indicado  |
| 2020 | Prêmio Contigo! de TV               | Melhor Ator de Série                    | Todas as Mulheres do Mundo               | Indicado  |
| 2020 | Prêmio The Brazilian Critic         | Melhor Ator em Série de Comédia         | Todas as Mulheres do Mundo               | Indicado  |
| 2020 | Melhores do Ano NaTelinha           | Melhor Ator                             | Todas as Mulheres do Mundo               | Indicado  |
| 2020 | Prêmio F5                           | Melhor Ator de Série Dramática          | Todas as Mulheres do Mundo               | Indicado  |
| 2020 | Prêmio F5                           | Homem Mais Sexy                         | Emilio Dantas                            | Indicado  |
| 2021 | Prêmio Platino                      | Melhor Interpretação Masculina em Série | Todas as Mulheres do Mundo               | Indicado  |
| 2023 | BreakTudo Awards                    | Melhor Ator Nacional                    | Vai na Fé                                | Indicado  |
| 2023 | Acervo Awards                       | Ator do Ano                             | Vai na Fé                                | Indicado  |
| 2023 | Prêmio Noticiasdetv.com             | Melhor Ator Antagonista ou Vilão        | Vai na Fé                                | Venceu    |
| 2023 | Melhores do Ano NaTelinha           | Melhor Ator                             | Vai na Fé                                | Indicado  |
| 2023 | Prêmio ArteBlitz de Novela          | Melhor Ator Vilão (voto popular)        | Vai na Fé                                | Venceu    |
| 2023 | Prêmio ArteBlitz de Novela          | Melhor Ator Vilão (voto do júri)        | Vai na Fé                                | Venceu    |
| 2023 | Splash Awards                       | Melhor Atuação em Novela                | Vai na Fé                                | Indicado  |
| 2023 | Melhores do Ano                     | Ator de Novela                          | Vai na Fé                                | Venceu    |
| 2023 | Prêmio Área VIP                     | Melhor Ator                             | Vai na Fé                                | Indicado  |
| 2023 | Melhores do Ano - Duh Secco         | Ator                                    | Vai na Fé                                | Indicado  |
| 2023 | Prêmio APCA de Televisão            | Melhor Ator                             | Vai na Fé                                | Indicado  |